# Claude Pierre Goujet
Claude Pierre Goujet (19 de octubre de 1697 - 1 de febrero de 1767) fue un religioso y escritor francés.
Nació en París y estudió en el Colegio de Jesuitas de París y en el Collège Mazarin, pero se convirtió al Jansenismo. En 1705 tomó los hábitos eclesiásticos, en 1719 entró en la orden de los Oradores y poco después fue nombrado canónigo de St Jacques l'Hôpital. A causa de sus opiniones jansenistas extremas, fue perseguido por los jesuitas y varias de sus obras fueron suprimidas a instancias de estos. En sus últimos años, su salud comenzó a deteriorarse y perdió la vista. La pobreza le obligó a vender su biblioteca, un sacrificio que aceleró su muerte, el 1 de febrero de 1767 en París.
Fue autor de Supplement au dictionnaire de Morri (Suplemento al diccionario de Morri; 1735) y de un Nouveau Supplement para una edición posterior de la obra. Colaboró en Bibliothèque française, ou histoire littéraire de la France (Biblioteca francesa, o historia literaria de Francia; 18 vols, Paris, 1740-1759) y en Vies des saints (Vidas de santos, 7 vols, 1730). También escribió Mémoires historiques et littéraires sur le collège royal de France (Memorias históricas y literarias sobre el colegio real de Francia; 1758) y la Histoire des Inquisitions (Historia de las inquisiciones; Paris, 1752), además de supervisar la edición del Dictionnaire de César-Pierre Richelet, del cual también realizó un resumen. Ayudó a John Claude Fabre en la continuación de la Histoire ecclésiastique de Fleury.
También escribió Mémoires hist. et litt. de l'abbé Goujet (1767).